# Maman (sculpture)
Pour les articles homonymes, voir Maman.
Maman est une sculpture contemporaine de la plasticienne Louise Bourgeois. Dédiée à la mère de l'artiste, elle prend la forme d'une gigantesque araignée. Il en existe plusieurs exemplaires exposés dans différents endroits du monde.

## Description
La sculpture représente une araignée monumentale, d'environ 10 m de hauteur pour autant de large. Son abdomen et son thorax sont, dans la plupart des versions, en bronze. Sous son corps, elle comporte un sac contenant vingt-six œufs en marbre. Les extrémités des huit pattes de l'araignée sont les seuls points de contact de la sculpture avec le sol, et les pattes s'élancent ensuite presque à la verticale, avant d'obliquer sous l'horizontale pour rejoindre le reste du corps de l'animal. Les visiteurs peuvent entrer dans l'œuvre car celle-ci est publique et ouverte. 

## Historique et contexte

### Genèse et conception de l'œuvre
La sculpture est commandée à Louise Bourgeois pour sa participation inaugurale aux Unilever Series en 1999, et exposée dans le vaste Turbine Hall de la Tate Modern à Londres, Royaume-Uni.
L'artiste a réalisé plusieurs sculptures d'araignées : cet animal occupe une place importante dans l'œuvre de Louise Bourgeois dans les années 1990. 
Maman reprend le thème de l'araignée que Bourgeois avait déjà contemplé dans un petit dessin à l'encre et au charbon en 1947. 

### Contexte artistique
L'œuvre de Louise Bourgeois s'inscrit dans l'histoire de la sculpture monumentale, c'est-à-dire de grandes dimensions, à la mesure de l'architecture. 
Maman de Louise Bourgeois se distingue des tendances abstraites mises en œuvre par de nombreux sculpteurs contemporains : elle choisit de représenter un animal en respectant ses principaux traits anatomiques (huit pattes, aspect général ...). Elle s'inscrit dans le renouveau des statues de grandes dimensions figuratives, à la suite d'artistes comme Claes Oldenburg (statue d'un rat géant à Liverpool) ou encore Arturo Di Modica (Charging Bull à New York) qui jouent sur les effets d'échelle. Elle fait référence aux collections des museums d'histoire naturelle en représentant un animal. Mais elle s'en éloigne aussi car sa statue est dans l'espace public et n'a pas un objectif scientifique ou pédagogique. En quelque sorte, cette araignée est un élément personnel et autobiographique de l'artiste, comme l'indique son titre « Maman ».  

## Interprétation
L'œuvre fait référence à la force de la mère de Bourgeois et inclut des métaphores de filage, tissage, soin et protection. La mère de Louise Bourgeois, Joséphine Bourgeois, réparait des tapisseries dans l'atelier de restauration textile de son mari à Paris. Louise Bourgeois a perdu sa mère à 21 ans et, quelques jours plus tard, a tenté de mettre fin à ses jours en se jetant dans la Bièvre devant son père (qui l'a secourue). Selon les propres termes de l'artiste : « L'araignée est une ode à ma mère. Elle était ma meilleure amie. Comme une araignée, ma mère était une tisserande. Ma famille était dans le métier de la restauration de tapisserie et ma mère avait la charge de l'atelier. Comme les araignées, ma mère était très intelligente. Les araignées sont des présences amicales qui dévorent les moustiques. Nous savons que les moustiques propagent les maladies et sont donc indésirables. Par conséquent, les araignées sont bénéfiques et protectrices, comme ma mère. »
L'association du titre Maman avec la représentation d'une araignée peut sembler contradictoire : le mot « maman » évoque la douceur, la protection, la tendresse, la bienveillance alors que la structure en métal ainsi que la couleur sombre de la sculpture renvoient une image de froideur et de dureté. La hauteur gigantesque de la statue s'oppose également à la figure traditionnelle de la mère.
Dans l'imaginaire collectif, l'araignée est perçue comme un animal laid, dangereux, monstrueux et prédateur. Elle provoque des phobies chez de nombreuses personnes. En réalité, l'araignée est aussi un animal utile, puisqu'elle dévore les moustiques et les insectes nuisibles. Les pattes sont graciles et semblent posées en équilibre : elles montrent la vulnérabilité du sujet représenté.
Les pattes de l'animal peuvent faire penser à des arcs gothiques et évoquent chez le spectateur une cage ou un terrier protégeant le sac rempli d'œufs.

## Exemplaires

### Tate Modern, Londres

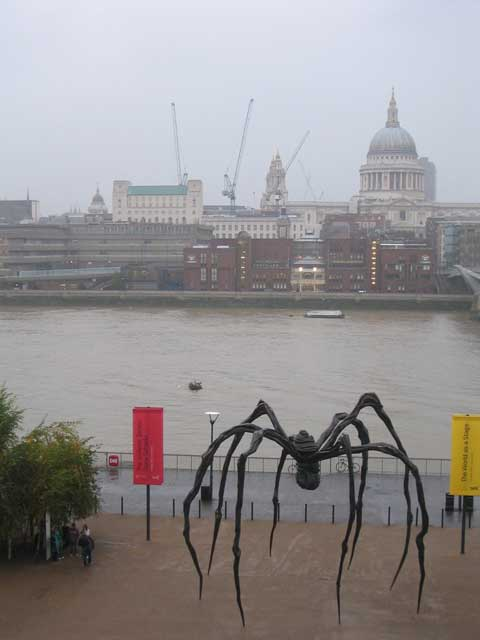
Tate Modern, Londres, Royaume-Uni.

Maman est exposée pour la première fois en 2000 à l'extérieur de la Tate à Londres, au Royaume-Uni.
Il s'agit de la version originale, en acier inoxydable. Initialement en prêt à long terme, elle est acquise par la Tate en janvier 2008.

### Musée des beaux-arts du Canada, Ottawa

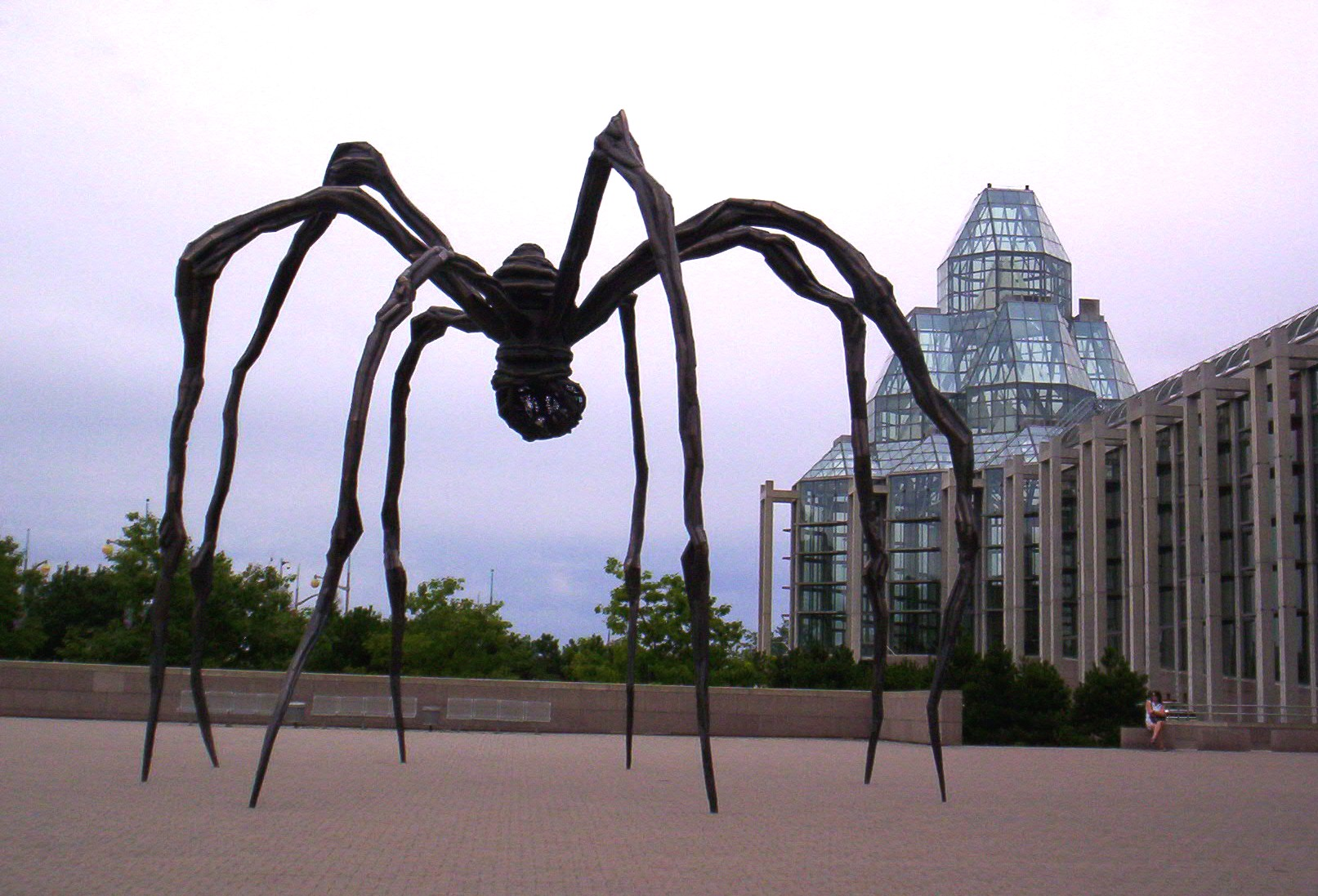
Musée des beaux-arts du Canada, Ottawa, Canada.

Le Musée des beaux-arts du Canada à Ottawa acquiert la sculpture en 2005 pour 3,2 millions de dollars. À l'époque, le prix est considéré excessif par certains critiques, puisqu'il s'agit du tiers du budget annuel du musée. Elle devient cependant rapidement l'œuvre iconique du musée, et un des points focaux du tourisme à Ottawa.

### Musée Guggenheim, Bilbao

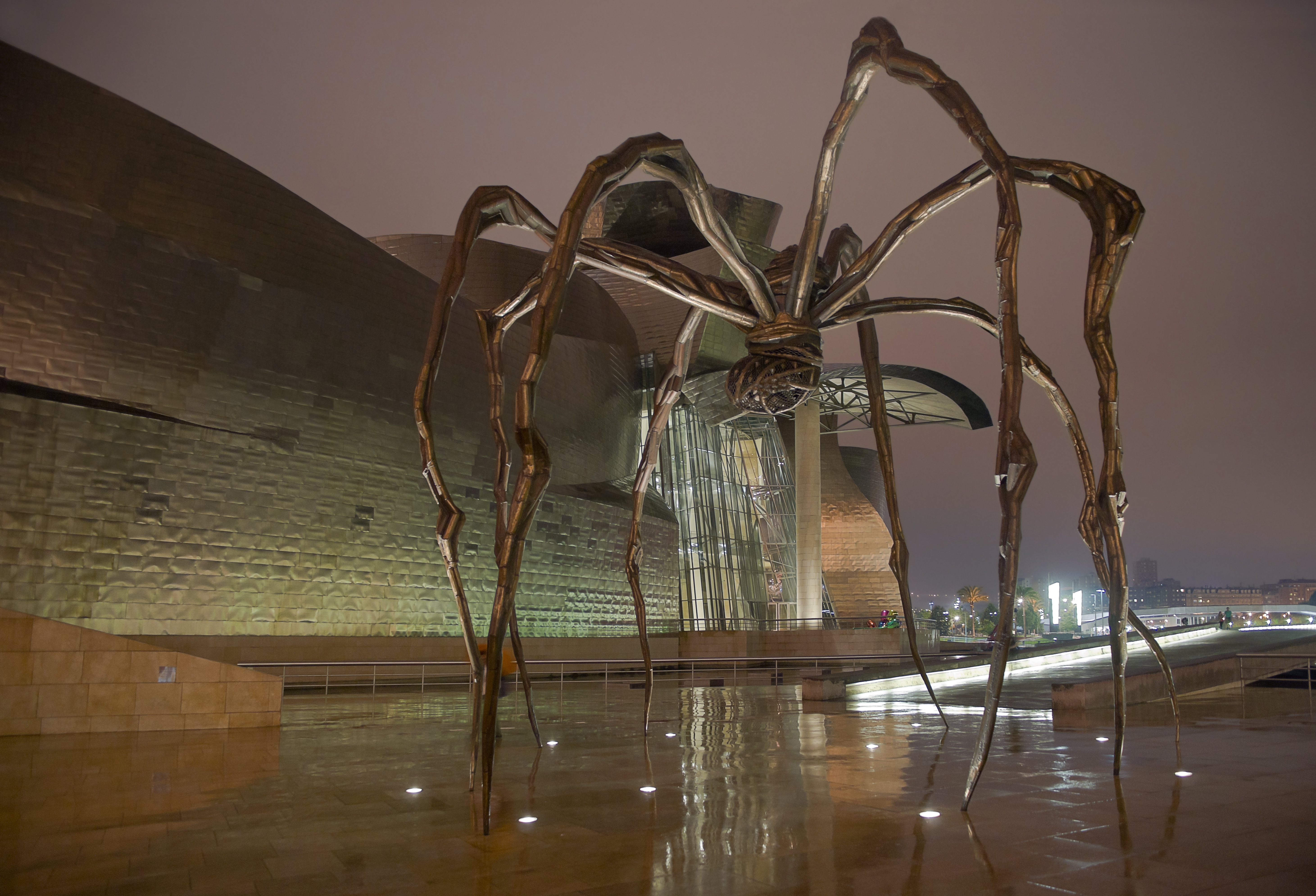
Musée Guggenheim, Bilbao, Espagne.

La sculpture exposée date de 2001, mais la fonte remonte à 1999. Elle mesure 927 × 891 cm pour 10,23 m de hauteur ; elle est constituée de bronze, de marbre et d'acier inoxydable. Elle fait partie des collections permanentes du musée Guggenheim de Bilbao. Elle est exposée à l'extérieur côté nord, entre le bâtiment du musée et le fleuve Nervion. Elle a des points communs avec le musée comme le matériau métallique, la couleur et le gigantisme. Elle entre en résonance avec les murs et les courbes organiques du bâtiment. Tout comme le plan du musée, elle n'est pas symétrique. La sculpture fait partie des œuvres monumentales du musée Guggenheim de Bilbao comme celles de Jeff Koons, Anselm Kiefer ou Richard Serra. Maman est devenue l'un des emblèmes culturels de Bilbao et fait désormais partie intégrante du paysage urbain de cette ville espagnole.

### Musée d'art Mori, Tokyo
La sculpture se trouve en espace urbain, au pied de la Roppongi Hills Mori Tower dans laquelle se trouve le musée d'art Mori. Pour célébrer le 15e anniversaire de Roppongi Hills, du 25 avril au 27 mai 2018, la sculpture a été recouverte de fils par l'artiste textile Magda Sayeg de Knitta Please.

### Qatar National Convention Center, Doha
La sculpture est installée en 2012 au Qatar National Convention Center de Doha, Qatar. Elle est le centre de la première exposition des œuvres de Bourgeois au Moyen-Orient,.

### Pappajohn Sculpture Park, Des Moines
Le moulage de bronze est l'une des 16 sculptures initialement données au Des Moines Art Center par John et Mary Pappajohn,.

### Installations temporaires
Des moulages en bronze de Maman ont été temporairement installés dans les lieux suivants :
- 2001 : hôtel de ville, La Haye, Pays-Bas
- 2003 : Nytorv (en), Copenhague, Danemark
- 2006 : Beaufort 2006, Mariakerke, Ostende, Belgique
- 2008 : jardin des Tuileries, Paris, France
- 2008 : Centre national d'art et de culture Georges-Pompidou, Paris, France
- 2007 : Institut d’art contemporain, Boston, États-Unis
- 2008 : musée Capodimonte, Naples, Italie
- 2009 : Hirshhorn Museum and Sculpture Garden, Washington, États-Unis
- 2011 : Fundación Proa, Buenos Aires, Argentine[14]
- 2011 : museu de Arte Moderna, Rio de Janeiro, Brésil
- 2011 : Bundesplatz, Berne, Suisse
- 2011 : Bürkliplatz, Zurich, Suisse
- 2011 : place Neuve, Genève, Suisse
- 2011 : Fondation Beyeler, Riehen/Bâle, Suisse
- 2012 : Kunsthalle, Hambourg, Allemagne
- 2013 : Palacio de Bellas Artes, Mexico, Mexique
- 2015 : Moderna Museet, Stockholm, Suède
- 2022 : Centre culturel de la fondation Stávros-Niárchos, Athènes, Grèce[15]